# Meistaradeildin (1971)
Meistaradeildin 1971 – 29. sezon pierwszej ligi piłki nożnej archipelagu Wysp Owczych. W rozgrywkach brało udział 6 zespołów, zwycięzcą został HB Tórshavn, pokonując KÍ Klaksvík - mistrza z 1970.

## Uczestnicy
| Uczestnicy Meistaradeildin 1970                                                                               | Uczestnicy Meistaradeildin 1970 | Uczestnicy Meistaradeildin 1970 | Uczestnicy Meistaradeildin 1970 |
| --- | ------------------------------- | ------------------------------- | ------------------------------- |
| KÍ | KÍ Klaksvík                     | 1                               |                                 |
| HB | HB Tórshavn                     | 2                               |                                 |
| TB | TB Tvøroyri                     | 3                               |                                 |
| VB | VB Vágur                        | 4                               |                                 |
| B36 | B36 Tórshavn                    | 5                               |                                 |
| Nowi uczestnicy                                                                                               |                                 |                                 |                                 |
| ÍF | ÍF Fuglafjørður                 |                                 |                                 |
| Oznaczenia: - kolumna pierwsza – skróty nazw drużyn, - kolumna trzecia – miejsce zajęte w poprzednim sezonie. |                                 |                                 |                                 |

## Rozgrywki

### Tabela ligowa
| Lp. | Drużyna         | M  | Z | R | P | Bramki | Bramki | Różn. | Pkt | Uwagi |
| --- | --------------- | -- | - | - | - | ------ | ------ | ----- | --- | ----- |
| 1   | HB Tórshavn (M) | 10 | 9 | 0 | 1 | 60     | 10     | +50   | 18  |       |
| 2   | KÍ Klaksvík     | 10 | 8 | 0 | 2 | 47     | 10     | +37   | 16  |       |
| 3   | VB Vágur        | 10 | 5 | 1 | 4 | 32     | 34     | −2    | 11  |       |
| 4   | TB Tvøroyri     | 10 | 3 | 0 | 7 | 17     | 39     | −22   | 6   |       |
| 5   | B36 Tórshavn    | 10 | 2 | 1 | 7 | 12     | 32     | −20   | 5   |       |
| 6   | ÍF Fuglafjørður | 10 | 2 | 0 | 8 | 15     | 58     | −43   | 4   |       |

### Wyniki spotkań
| Gospodarz \ Gość | B36 | HB  | ÍF   | KÍ  | TB  | VB  |
| B36 Tórshavn     |     | 1:7 | 3:1  | 0:3 | 3:0 | 2:2 |
| HB Tórshavn      | 5:0 |     | 14:1 | 1:2 | 6:1 | 9:0 |
| ÍF Fuglafjørður  | 2:1 | 2:7 |      | 0:9 | 2:1 | 3:2 |
| KÍ Klaksvík      | 7:0 | 1:2 | 6:0  |     | 9:0 | 5:1 |
| TB Tvøroyri      | 3:1 | 0:6 | 5:1  | 3:1 |     | 1:3 |
| VB Vágur         | 2:1 | 2:3 | 7:3  | 3:4 | 7:3 |     |

Aktualne na 28 czerwca 2012. Źródło: FaroeSoccer.com
Objaśnienia:
1Drużyna gospodarzy jest wymieniona po lewej stronie tabeli.
Kolory: zielony – zwycięstwo gospodarzy, żółty – remis, różowy – zwycięstwo gości.